# Seaboard (Karolina Północna)
Seaboard – miasto w Stanach Zjednoczonych, w stanie Karolina Północna, w hrabstwie Northampton.